# Oleg Verniáyev
Oleg Verniáyev (también escriito Verniaiev; en ucraniano: Олег Юрійович Верняєв, Oleh Yúriyovich Verniáyev; Donetsk, Ucrania, 29 de septiembre de 1993) es un gimnasta artístico ucraniano. En los Juegos Olímpicos de Río de Janeiro 2016 ganó una medalla de oro en barras paralelas y una medalla de plata en el concurso completo individual, en el Campeonato Mundial de Gimnasia Artística de 2014 ganó el oro en barras paralelas y en el Campeonato Europeo de 2015 obtuvo la medalla de oro en el concurso completo individual. También fue campeón de Europa en barras paralelas en 2014 y 2015 y en potro en 2016. En los Juegos Europeos de Bakú 2015 ganó la medalla de oro en el concurso completo individual y en potro.

## Vida personal
Verniáyev nació en Donetsk. Fue educado en el Instituto Estatal de Donetsk de Salud, Educación Física y Deporte.
En 2015, Verniáyev residió en Kiev. Es entrenado por Gennady Sartynsky.

## Carrera

### 2011
Durante la Universiada 2011, Verniáyev compitió en la final de salto masculino, acabando en 7.º lugar con una puntuación de 15,262. También fue parte del equipo ucraniano que acabó 5.º en la final de la prueba por equipos. En el Campeonato Mundial de Gimnasia Artística de 2011  compitió en la prueba por equipos junto a Mikola Kuksenkov, Vitalii Nakonechni, Oleg Stepko, Igor Radivilov y Roman Zozulia, acabando en la 5.ª posición. Verniaiev obtuvo una puntuación de 14,461 en suelo, 13,866 en caballo con arcos, 14,833 en salto y 13,800 en barras paralelas.

### 2012
Verniáyev finalizó 6.º en la American Cup 2012 con una puntuación de 88,132. En el Campeonato Europeo de Gimnasia Artística de 2012 participó en el concurso completo por equipos que finalizó en 5.º lugar. También compitió en la final de barras paralelas, acabando en la 2.º posición con una puntuación de 15,66; 0,1 puntos detrás del ganador Marcel Nguyen.
Verniáyev ganó en la final del concurso completo en el Campeonato Ucraniano, puntuando 90,300 puntos y ganando por un margen de 2,65 puntos sobre Oleg Stepko.
Verniáyev compitió para el equipo ucraniano en los Juegos Olímpicos de Londres 2012 en el concurso completo por equipos, junto a Nikolai Kuksenkov, Vitalii Nakonechni, Oleg Stepko e Igor Radivilov, y en la prueba de concurso completo individual. En la clasificación obtuvo un puntaje de 88,964, finalizando en la 13.º posición. En la final del equipo ucraniano acabó en 4.º lugar con una puntuación de 271,526, perdiendo la medalla por menos de 0,2 puntos. En la final de la prueba individual finalizó en el 11.º lugar con una puntuación de 88,931. 

### 2013
Verniáyev obtuvo la medalla de plata en el concurso completo individual en la American Cup 2013 y la medalla de bronce en la misma prueba en el Campeonato Europeo de 2013 en Moscú, Rusia.
En la Universiada de 2013, Verniáyev obtuvo junto al equipo ucraniano (Igor Radivilov, Oleg Stepko, Petro Pakhnyuk y Maksym Semiankiv) la medalla de plata en el concurso completo por equipos y ganó medallas de bronce en el concurso completo individual (compartido con el gimnasta ruso David Beliavski) y en la prueba de barras paralelas.

### 2014
En mayo de 2014, en el Campeonato Europeo de Gimnasia Artística de 2014 realizados en Sofía, Verniaiev obtuvo puntuaciones de 15,100 (suelo), 14,400 (caballo con arcos), 14,900 (anillas), 14,783 (salto), 15,591 (barras paralelas) y 14,600 (barra horizontal); ayudando al equipo ucraniano a ganar la medalla de bronce con una puntuación total de 262,087 puntos. Además, Verniáyev ganó el oro en barras paralelas (15,966) y medalla de bronce en salto (14,916).
Verniáyev ganó medalla de oro en las barras paralelas en el Campeonato Mundial de 2014 realizado en Nanning.

### 2015

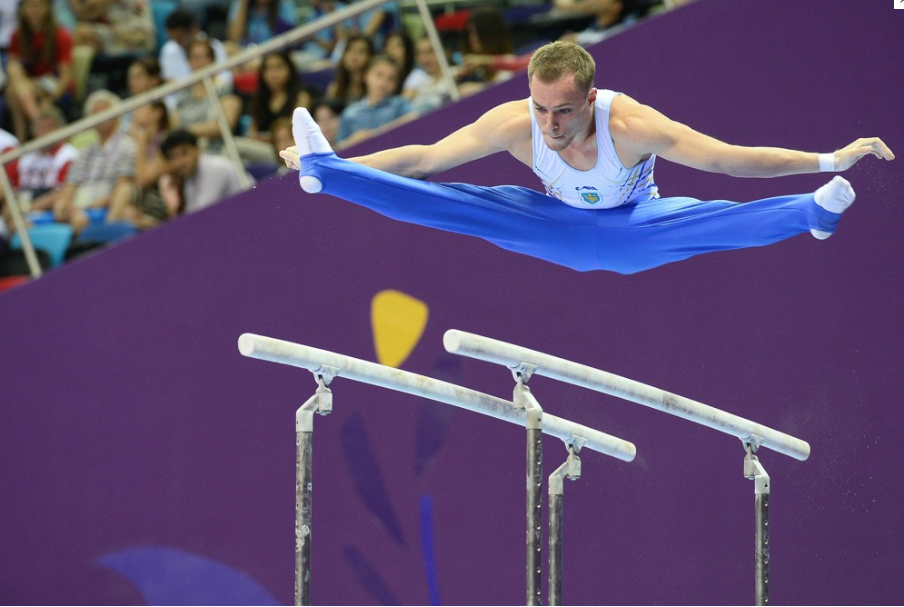
En los Juegos Europeos de Bakú 2015.

En marzo, Verniáyev ganó la American Cup realizada en Arlington, Texas, con una puntuación de 90,597; 0,499 puntos sobre el gimnasta japonés Ryohei Kato.
En el Campeonato Europeo de Gimnasia Artística de 2015, Verniáyev ganó el concurso completo individual con una puntuación de 89,582, superando al ganador del 2013 David Beliavski. Verniaiev también clasificó a la final de barras paralelas donde obtuvo la medalla de oro con una puntuación de 15,866.
En los Juegos Europeos de Bakú 2015, Verniáyev fue parte del equipo ucraniano, ganando medalla de plata en la final de equipos detrás de Rusia. Verniaiev clasificó a las finales del concurso completo individual, piso, caballo con arcos, salto, barras paralelas y barra fija, ganando el concurso completo con una puntuación de 90,332 y la final de salto con una puntuación de 15,266. Verniaiev finalizó 6.º en la final de suelo con 14,233 y 5.º en caballo con arcos (13,833), barras paralelas (14,633) y barra fija (14,900).

### 2016
En agosto de 2016, Verniáyev consiguió la medalla de plata en el concurso completo individual en los Juegos Olímpicos de Río de Janeiro 2016. Verniaiev obtuvo una puntuación de 92,266; quedando detrás de Kōhei Uchimura con 92,365.